# Tvořihráz
Tvořihráz – gmina w Czechach, w powiecie Znojmo, w kraju południowomorawskim. Według danych z dnia 1 stycznia 2014 liczyła 402 mieszkańców.